# Hammarby Fotboll
El Hammarby Idrottsförening Fotbollsförening, comúnmente conocido como Hammarby Fotboll o simplemente Hammarby, es un club de fútbol sueco de Estocolmo. El equipo de fútbol fue fundado en 1915, aunque pertenece al club polideportivo Hammarby IF que data de 1897. El equipo tiene su sede en Tele2 Arena en el distrito de Johanneshov pero fundado en el distrito vecino de Södermalm al sur del centro de Estocolmo, un área que el club considera su corazón.
El Hammarby juega en el primer nivel de ligas de Suecia, la Allsvenskan, y se sitúa duodécimo en la tabla histórica de la competición, con un título de liga conquistado en 2001. Los colores del club son el verde y blanco, lo que se refleja en su escudo y su equipación. Entre 1918 y 1978, sin embargo, el club jugó con camisetas de rayas negras y amarillas, que a menudo forman los colores como visitante del club.
Hammarby es conocido por sus entusiastas seguidores y por tener la asistencia promedio más alta en los países nórdicos. Inspirándose en Inglaterra, los aficionados del Hammarby introdujeron cánticos de fútbol en las gradas suecas en 1970. Hammarby Fotboll está afiliado a la Stockholms Fotbollförbund (Asociación de Fútbol de Estocolmo).

## Historia
En 1889, la Hammarby Roddförening («Asociación de Remo de Hammarby») se fundó en Södermalm, con el ingeniero Axel Robert Schönthal, el primer presidente, siendo acreditado como el fundador. En 1897, se había diversificado en diferentes deportes, y pasó a llamarse Hammarby Idrottsförening («Club Deportivo Hammarby») o Hammarby IF, para abreviar.

### Fundación y comienzos del club (1915–1939)

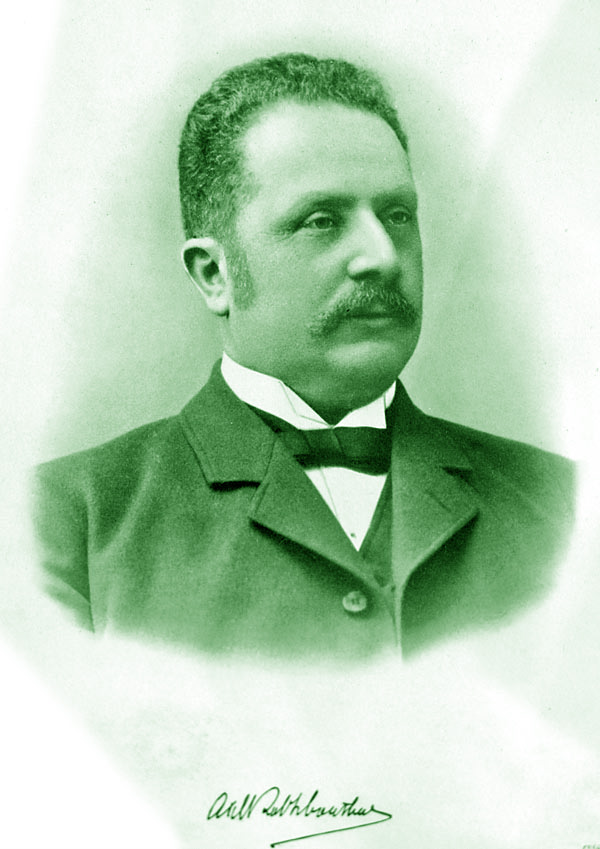
Axel Robert Schönthal, primer presidente y fundador del Hammarby.

En 1915 se construyó el campo deportivo Hammarby IP en Södermalm. Debido a la falta de campos de fútbol en Estocolmo, varios otros clubes propusieron fusionarse con el Hammarby IF para tener acceso al estadio. Una oferta de Klara SK fue aceptada y Hammarby estableció un departamento de fútbol. Hammarby IF jugó su primer partido competitivo el 15 de agosto de 1915, y ganó 5-0 contra el Västerås SK en el "Östsvenska serien", una liga local. En 1916, el Hammarby compitió en Svenska Mästerskapet, una copa que entonces se celebró para decidir sobre los campeones suecos, por primera vez. En 1918, Hammarby también se fusionó con Johanneshofs IF, un club del distrito vecino Johanneshov.

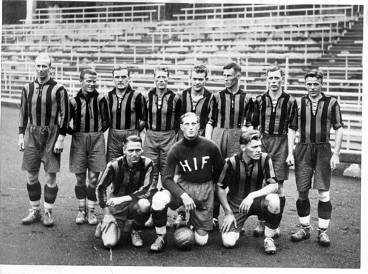
El Hammarby de 1934.

En 1920, el Hammarby compitió por primera vez en el Svenska Serien, por entonces la liga más alta del fútbol sueco. Durante los próximos años, Hammarby tuvo una gran actuación en la final de Svenska Mästerskapet en 1922, perdiendo 1-3 ante el GAIS.
El Hammarby calificó para competir en la temporada inaugural de Allsvenskan en 1924. El 3 de agosto de ese año, Rikard Larsson se convirtió en el primer anotador del Hammarby en Allsvenskan, y también el primer goleador en la historia de la liga, en una derrota por 1-5 ante el Örgryte IS. El club finalmente terminaría último en el Allsvenskan de 1924-25, y fueron relegados a la División 2, que era entonces la segunda liga más alta de Suecia.
Durante los próximos años, Hammarby no pudo producir ningún tipo de desafío en el fútbol sueco. Varios jugadores estrella emigraron a los Estados Unidos, se transfirieron a otros clubes u optaron por jugar en la sección de hockey sobre hielo del Hammarby. En 1936-37 y 1937-38, el club ganó la segunda división, pero perdió los partidos de postemporada que los habrían promocionado a Allsvenskan. En cambio, Hammarby ascendió en 1938-39, donde se impuso al IFK Norrköping tras actuaciones sobresalientes del arquero y jugador estrella Sven Bergqvist.

### Épocas de inestabilidad (1940-1969)
El Hammarby, sin embargo, sufriría otro descenso, terminando último en Allsvenskan en 1939-40. De vuelta en la División 2, el club terminó entre los cuatro primeros durante los próximos seis años. En la temporada 1946-47, el club terminó al final de la tabla, y debido a una reestructuración del sistema de la liga, el club quedó relegado a la División 4.
El equipo capitalino no regresó a la segunda división hasta la temporada 1950-51. En la temporada 1954-55, el club regresó a Allsvenskan, pero esta vez terminó sexto y logró quedarse para otra temporada. Sin embargo, el club se vio inmerso en otra época muy inestable, con continuos descensos y ascensos entre Allsvenskan y la División 2 hasta 1970. Nacka Skoglund, uno de los mejores jugadores de la liga que jugó para Hammarby de 1944-49, regresó a Hammarby para jugar desde 1964-67. En su debut en el regreso, anotó un gol olímpico ante el Karlstad; en 1984, el club erigió la estatua Nackas Hörna («esquina de Nacka») con su golpeo de balón como pose.

### El Hammarby se asienta en Allsvenskan (1970-1989)
En la temporada de Allsvenskan 1970, el Hammarby había adquirido solo 3 puntos en la etapa de primavera de la temporada, pero durante el otoño, mostró una mejora notable. Con los jugadores estrella Kenneth Ohlsson y Ronnie Hellström, y con los aficionados que probaron canciones por primera vez, el club pasó la mitad de otoño invicto y terminó en el quinto lugar, su mejor actuación en Allsvenskan hasta el momento. El club se quedaría en Allsvenskan durante el resto de la década de 1970, atrayendo a grandes multitudes, a pesar de no regresar por encima del quinto lugar. También en 1978, el club cambió de colores negro/amarillo a verde/blanco.
En la temporada de 1982, el fútbol sueco introdujo un sistema de desempate para los mejores ocho equipos en Allsvenskan para decidir un campeón. Los desempates consistieron en dos partidos en los que el puntaje agregado determinaría quién avanzaría. El club se había colocado segundo en general esa temporada y no había perdido un partido en casa. Después de derrotar al Örgryte en los cuartos de final, y regresar de un déficit de 1-3 para vencer al Elfsborg por 4-3 en las semifinales, Hammarby estaba en la final ante el IFK Göteborg. Hammarby ganó su partido fuera de casa 2-1 ante una multitud con entradas agotadas, pero perdió 1-3 en su partido local.
En el año siguiente, el Hammarby terminó quinto en la liga, pero perdió ante el AIK Solna en los desempates. En el torneo de Svenska Cupen, Hammarby llegó a la final, pero perdió frente al IFK Göteborg. Sin embargo, como el Göteborg se clasificó para la Copa de la UEFA ese año, Hammarby se clasificó para la Recopa de la UEFA, su primera competencia internacional importante, donde el club perdió ante el FC Haka de Finlandia en la segunda ronda. Los jugadores del Hammarby terminaron consistentemente entre los seis primeros en la liga cada año hasta 1987.
En 1988, Hammarby terminó último en la clasificación y fue relegado al segundo nivel. Aunque el club se colocó primero en 1989, terminó último en 1990.

### Reestructuración, campeones y nueva decepción (1991-2009)
Hammarby se quedaría en el segundo nivel en 1991 y 1992, pero en 1993, el equipo terminó en primer lugar y fue promovido a Allsvenskan. En 1995 el equipo terminó último y fue relegado de nuevo, pero regresó al Allsvenskan 1998 con un tercer puesto. El departamento de fútbol se formó a partir de Hammarby Idrottsförening (Hammarby IF) en 1915.
En 1999, Hammarby IF se reorganizó como una organización paraguas, con cada uno de los departamentos de deportes individuales rompiendo para formar clubes independientes; el club de fútbol se llamaba entonces Hammarby IF Fotbollförening (Hammarby IF FF). En 2001, el club de fútbol dividió el equipo A, el equipo B y el equipo juvenil en entidades legales separadas llamadas Hammarby Fotboll, en las que el club de fútbol principal posee una participación mayoritaria. El Hammarby Fotboll está afiliado a la Stockholms Fotbollförbund (Asociación de Fútbol de Estocolmo).
Antes de la temporada de 2001 en Allsvenskan, el club tuvo tiempos económicamente difíciles. A mitad de la temporada 2001, el entrenador Sören Cratz fue informado de que su contrato no se extendería porque la directiva del club quería que Hammarby jugara un fútbol positivo, atacante y divertido, algo que la junta no creía que Cratz hiciera. Sin embargo, el club tomó la delantera en la clasificación y en el penúltimo partido, que fue contra Örgryte IS, el club ganó 3-2 y consiguió su primer campeonato de Allsvenskan. Se estima que entre cincuenta y setenta mil aficionados se reunieron en Södermalm y Medborgarplatsen para celebrar el título después del partido final, afluencia que solo se había visto con los equipos nacionales de fútbol y balonmano en Suecia.
El Hammarby se quedó en Allsvenskan durante el resto de la década de 2000: en 2003 Allsvenskan el club terminó en segundo lugar, y participó en la segunda calificación y primeras rondas de la Copa de la UEFA 2004-05. En 2006 Allsvenskan, Hammarby se colocó tercero en la general y avanzó a la Copa Intertoto de la UEFA, donde ganaron su partido de tercera ronda, que adelantó al equipo a la segunda calificación y primeras rondas de la Copa de la UEFA 2007-08.
En 2007, el equipo terminó en el sexto lugar y no se calificó para ninguna copa europea. En 2008, Hammarby terminó noveno, pero 2009 fue un año desastroso donde el equipo terminó último en la liga y fue relegado a la Superettan.

### Un nuevo regreso a Allsvenskan (2010-presente)

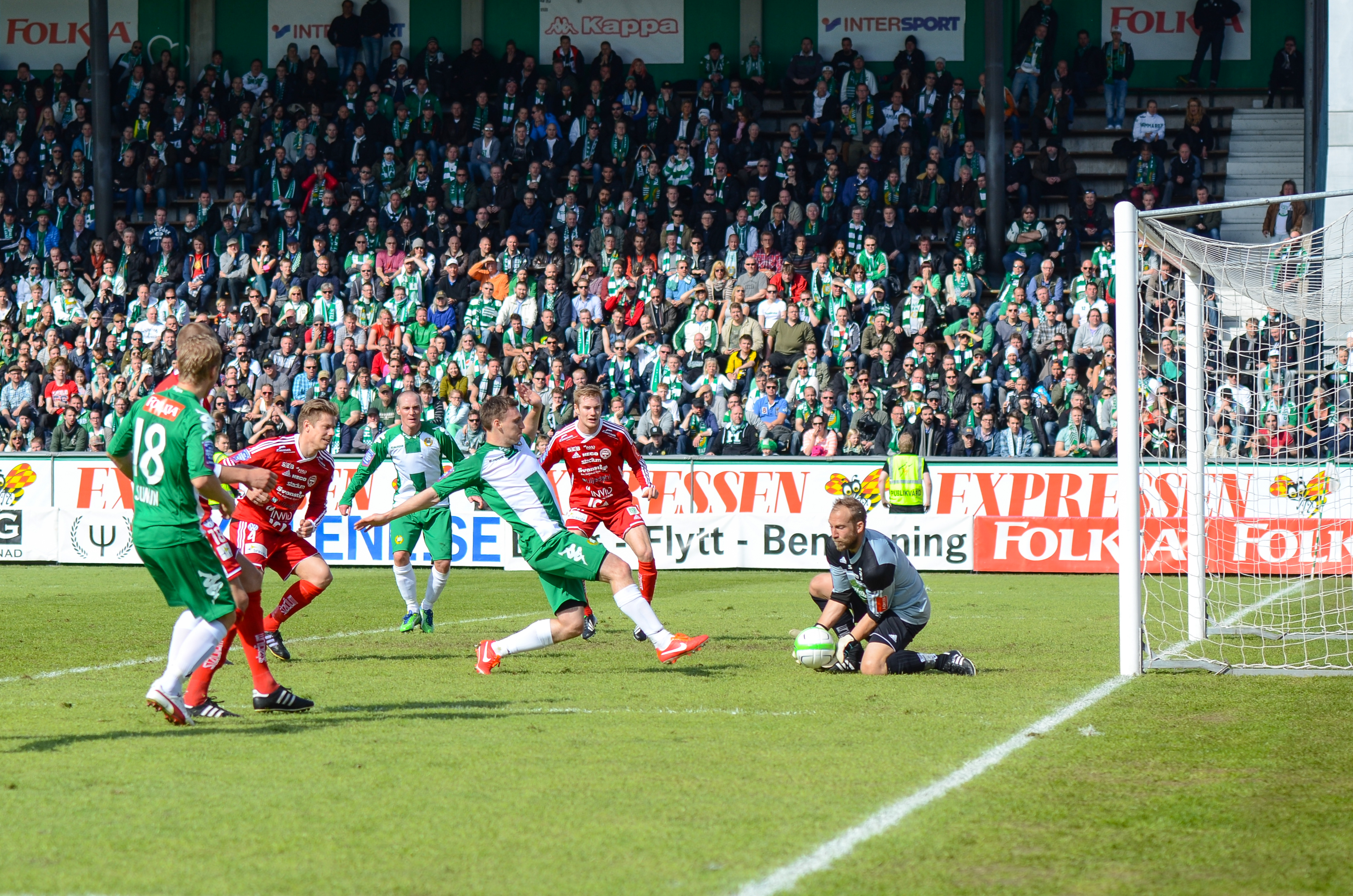
Partido entre el Hammarby IF y IFK Värnamo correspondiente a la Superettan 2013.

La Superettan 2010 fue una decepción para los seguidores que esperaban salir del segundo nivel de Suecia, ya que el equipo terminó octavo. En la edición 2010 de la Svenska Cupen, Hammarby lo hizo mejor, ganando ante múltiples oponentes de Allsvenskan, hasta la final donde el equipo perdió 0-1 ante el Helsingborgs IF. En la temporada de Superettan de 2011, el club terminó en un empate en el puesto 11, su peor clasificación general en 64 años. El club casi fue reubicado en el tercer nivel, hasta que ganó en el partido final de la temporada contra Ängelholm. Después de la temporada de 2011, Hammarby desmanteló su equipo reserva, el Hammarby Talang FF, que se fundó en 2003. En la Superettan 2012, el club terminó en cuarto lugar, y en 2013 el club terminó quinto. En 2014, en la última jornada de la temporada, el Hammarby fue ascendido al primer nivel, Allsvenskan, al terminar primero en la Superettan.
La temporada 2015 comenzó bien, con Hammarby logrando una impresionante victoria de 1-2 contra el AIK en la Copa sueca 2015, que también fue el primer derbi de Estocolmo que involucró a Hammarby desde 2009. Esto fue seguido con una victoria por 2-0 en el primer partido de la temporada contra BK Häcken, y en la cuarta ronda Hammarby derrotó a sus otros rivales locales del Djurgårdens IF con 2-1. El verano fue, sin embargo, más difícil para el club, con el Hammarby jugando 10 partidos de liga consecutivos sin ganar, antes de lograr derrotar al Falkenbergs FF en casa con 3-0. Finalmente, el Hammarby terminó en el 11.º lugar en su primera temporada en Allsvenskan desde 2009.

## Símbolos del club

### Escudo
Cuando se fundó el Hammarby Roddförening (Hammarby RF), el escudo del club consistía en una bandera blanca con tres líneas horizontales verdes. La razón era que las dos líneas azules y rojas en una bandera blanca eran utilizadas por un club de remo competidor, y que el color verde representaba el color de la esperanza. Finalmente, el club agregó una tercera franja cuando descubrió que Göteborgs RF usaba una bandera verde-blanca similar con dos franjas.

### Uniforme
Cuando el Hammarby IF fundó su club de fútbol en 1915, determinó que el uniforme llevaría una camiseta blanca con sombrero blanco con una estrella verde de cinco puntas y las siglas "HIF" en el pecho, pantalones cortos blancos y calcetines negros. Tras una fusión con Johanneshovs IF 1918, el club cambió su vestimenta de equipo de fútbol por las camisas de rayas negras y amarillas de Johanneshov, los pantalones cortos azules y los calcetines negros con rayas amarillas. En la década de 1960, el club cambió de pantalón azul a negro. Cuando Lennart Skoglund se reincorporó al club en 1964, donó al club un conjunto de pantalones cortos negros porque pensó que los pantalones azules del equipo parecían horribles.
En 1978, 60 años después de la fusión con Johanneshov, Hammarby cambió los colores de su uniforme local de camisas negras y amarillas a blancas, pantalones cortos verdes y calcetines blancos. En 1997, las camisas a rayas volvieron, pero con colores verdes y blancos, con pantalones cortos verdes y calcetines blancos. Los colores amarillo y negro se conservaron para los uniformes visitante y terceros. Desde 1997, solo se han hecho algunas excepciones en el uniforme local de rayas verdes y blancas y las camisetas de rayas negras y amarillas: en 2002 y 2014-2016, el equipo vestía camisetas de color blanco, y en 2011 el equipo usó una equipación completamente gris.
| Periodo   | Firma deportiva | Patrocinador                 |
| --------- | --------------- | ---------------------------- |
| 1994–1995 | Puma            | Oddset                       |
| 1996–1998 | Puma            | Folksam o Oddset             |
| 1999      | Puma            | Folksam o Falcon             |
| 2000–2001 | Puma            | Folksam, Falcon o Kungsörnen |
| 2002–2003 | Puma            | Coop                         |
| 2004–2005 | Puma            | Siemens                      |
| 2005–2006 | Kappa           | Siemens                      |
| 2006      | Kappa           | BenQ-Siemens                 |
| 2007      | Nike            | UNICEF                       |
| 2008–2009 | Nike            | Finlux                       |
| 2010–2011 | Nike            | Pepsi                        |
| 2011      | Kappa           | Pepsi                        |
| 2012      | Kappa           | Ninguno                      |
| 2013      | Kappa           | Herbalife                    |
| 2014      | Kappa           | Herbalife                    |
| 2015–2017 | Puma            | LW                           |
| 2018      | Puma            | Jobman Workwear              |
| 2019–     | Craft           | Jobman Workwear              |

## Récords
- Mayor asistencia en el Råsunda Stadium: 35,929 (ante IFK Lidingö, 14 de septiembre de 1941; a veces el Råsunda era usado en partidos ante otros clubes de Estocolmo.)
- Mayor asistencia en el Tele2 Arena: 31,810 (ante BK Häcken, 4 de noviembre de 2018)
- Mayor asistencia en el Söderstadion: 22 000 (ante IFK Göteborg, 31 de octubre de 1982)
- Mayor victoria en la Allsvenskan: 7–0 (ante Halmstad BK, 1 de octubre de 1972); 7–0 (ante Enköpings SK, 29 de septiembre de 2003)
- Peor derrota en la Allsvenskan: 1–9 (ante Djurgårdens IF, 13 de agosto de 1990); 0–8 (ante IFK Göteborg, 2 de junio de 1925)
- Más goles en la Allsvenskan: 94, Billy Ohlsson (1972–1986)
- Más apariciones con el club: 400,  Kenneth "Kenta" Ohlsson (1966–1983)

## Jugadores

### Plantilla 2025
- = Lesionado de larga duración

### Números retirados
- 12 - Aficionados del club

### Jugadores destacados
Criterios:
- jugador con más de 300 partidos oficiales para el club, o
- jugador que ha ganado el Guldbollen,[26] es miembro del Salón de la fama del fútbol sueco,[27] ha sido nombrado mejor goleador de Allsvenskan del año,[28] o
- El jugador ha sido seleccionado como uno de los diez mejores perfiles del club, decidido por los seguidores en 2004 en una votación oficial llamada "Tidernas största Bajenprofiler".[29]

| Nombre              | País   | Carrera Hammarby     | Partidos totales | Total goles | Guldbollen | Salón de la Fama | Máximo goleador Allsvenskan | Entre los 10 mejores del club |
| ------------------- | ------ | -------------------- | ---------------- | ----------- | ---------- | ---------------- | --------------------------- | ----------------------------- |
| Sven Bergqvist      | Suecia | 1932–1946            | 212              | 0           |            |                  |                             | Sí                            |
| Lennart Skoglund    | Suecia | 1946–1949 1964–1967  | 113              | 28          |            | Sí               |                             | Sí                            |
| Ronnie Hellström    | Suecia | 1966–1974            | 169              | 0           | 1971 1978  | Sí               |                             | Sí                            |
| Kenneth Ohlsson     | Suecia | 1966–1983            | 396              | 83          |            |                  |                             | Sí                            |
| Mats Werner         | Suecia | 1971–1984            | 251              | 46          |            |                  | 1979                        |                               |
| Billy Ohlsson       | Suecia | 1972–1978 1980–1986  | 219              | 94          |            |                  | 1980 1984                   | Sí                            |
| Klas Johansson      | Suecia | 1975–1989            | 314              | 12          |            |                  |                             | Sí                            |
| Ulf Eriksson        | Suecia | 1979–1983 1985–1989  | 176              | 55          |            |                  |                             | Sí                            |
| Sten-Ove Ramberg    | Suecia | 1979–1989            | 250              | 14          |            |                  |                             | Sí                            |
| Lars Eriksson       | Suecia | 1985 –1988 1998–2001 | 123              | 0           |            |                  |                             | Sí                            |
| Mikael Hellström    | Suecia | 1990–2005            | 301              | 18          |            |                  |                             |                               |
| Kennedy Bakircioglu | Suecia | 1999–2003 2012–      | 257              | 78          |            |                  |                             | Sí                            |

## Palmarés
| Torneos nacionales                 | Títulos                       | Subcampeonatos          |
| ---------------------------------- | ----------------------------- | ----------------------- |
| Allsvenskan (1/2)                  | 2001                          | 1982, 2003              |
| Superettan (5/1)                   | 1989, 1991, 1993, 1997 y 2014 | 1996                    |
| Copa de Suecia (1/4)               | 2021                          | 1977, 1983, 2010 y 2022 |
| Mastercopa amateur de Suecia (0/1) |                               | 1922                    |

| Torneos internacionales       | Títulos            | Subcampeonatos |
| ----------------------------- | ------------------ | -------------- |
| Copa Intertoto de la UEFA (1) | 2007 (compartido). |                |

## Participación en competiciones de la UEFA
| Temporada | Torneo                   | Ronda            | Club              | Casa       | Visita | Global         |
| --------- | ------------------------ | ---------------- | ----------------- | ---------- | ------ | -------------- |
| 1983–84   | UEFA Cup Winners' Cup    | 1                | 17 Nëntori Tirana | 4–0        | 1–2    | 5–2            |
| 1983–84   | UEFA Cup Winners' Cup    | 2                | Haka              | 1–1        | 1–2    | 2–3            |
| 1985–86   | UEFA Cup                 | 1                | Pirin Blagoevgrad | 3–1        | 4–0    | 7–1            |
| 1985–86   | UEFA Cup                 | 2                | St Mirren F.C.    | 3–3        | 2–1    | 5–4            |
| 1985–86   | UEFA Cup                 | 3                | 1. FC Köln        | 2–1        | 1–3    | 3–4            |
| 1999      | Copa Intertoto           | 2                | FC Gomel          | 4–0        | 2–2    | 6–2            |
| 1999      | Copa Intertoto           | 3                | Heerenveen        | 0–2        | 0–2    | 0–4            |
| 2002–03   | UEFA Champions League    | Clasificatoria 2 | Partizan          | 1–1        | 0–4    | 1–5            |
| 2004–05   | UEFA Cup                 | Clasificatoria 2 | ÍA Akranes        | 2–0        | 2–1    | 4–1            |
| 2004–05   | UEFA Cup                 | 1                | Villarreal        | 1–2        | 0–3    | 1–5            |
| 2007      | Copa Intertoto           | 1                | Klaksvík          | 1–0        | 2–1    | 3–1            |
| 2007      | Copa Intertoto           | 2                | Cork City         | 1–1        | 1–0    | 2–1            |
| 2007      | Copa Intertoto           | 3                | Utrecht           | 0–0        | 1–1    | (a)1–1         |
| 2007–08   | UEFA Cup                 | Clasificatoria 2 | Fredrikstad       | 2–1        | 1–1    | 3–2            |
| 2007–08   | UEFA Cup                 | 1                | Braga             | 2–1        | 0–4    | 2–5            |
| 2020–21   | Liga Europa de la UEFA   | Clasificatoria 1 | Puskás Akadémia   | 3–0        | –      | 3–0            |
| 2020–21   | Liga Europa de la UEFA   | Clasificatoria 2 | Lech Poznań       | 0–3        | –      | 0–3            |
| 2021–22   | Europa Conference League | Clasificatoria 2 | Maribor           | 3–1        | 1–0    | 4–1            |
| 2021–22   | Europa Conference League | Clasificatoria 3 | Čukarički         | 5–1        | 1–3    | 6–4            |
| 2021–22   | Europa Conference League | Play-off         | Basilea           | 3–1        | 1–3    | 4–4 (3:4 pen.) |
| 2021–22   | Europa Conference League | Clasificatoria 2 | Twente            | 1–1 (t.e.) | 0-1    | 1–2            |

## Nota
1. ↑  Cratz más tarde sería aclamado y alabado por los fanáticos de Hammarby en 2002 cuando el equipo sueco se enfrentó al Helsingborgs IF en un partido contra Hammarby.